# Enna (pokrajina)
Pokrajina Enna (talijanski: Provincia di Enna, sicilijanski: Pruvincia di Enna) je jedna od devet pokrajine u talijanskoj regiji Siciliji. Glavni i najvažniji grad pokrajine je Enna.
Ova pokrajina nalazi se u središtu Sicilije u planinama Erei, te je jedina pokrajina na otoku koja nema izlaz na more. Na sjeveru graniči s pokrajinom Messinom, na istoku i jugoistoku s pokrajinom Catanijom, na jugu i jugozapadu s pokrajinom Caltanissettom i na sjeverozapadu s pokrajinom Palermo.
Pokrajina se sastoji od 20 općina, a u usporedbi s ostalim pokrajinama slabo je napučena. Blizu Piazze Armerine, drugog po veličini grada u pokrajini, nalazi se Villa Romana del Casale iz rimskog razdoblja, koja je stavljena na popis svjetske baštine.

## Općine
| Općina                 | Broj stanovnika (31. srpnja 2006.) |
| ---------------------- | ---------------------------------- |
| Agira                  | 8.337                              |
| Aidone                 | 5.312                              |
| Assoro                 | 5.315                              |
| Barrafranca            | 13.016                             |
| Calascibetta           | 4.710                              |
| Catenanuova            | 5.057                              |
| Centuripe              | 5.743                              |
| Cerami                 | 2.289                              |
| Enna                   | 28.192                             |
| Gagliano Castelferrato | 3.761                              |
| Leonforte              | 13.994                             |
| Nicosia                | 14.713                             |
| Nissoria               | 2.948                              |
| Piazza Armerina        | 20.719                             |
| Pietraperzia           | 7.351                              |
| Regalbuto              | 7.656                              |
| Sperlinga              | 909                                |
| Troina                 | 9.769                              |
| Valguarnera Caropepe   | 8.489                              |
| Villarosa              | 5.468                              |